# Romeu de Corbera
Romeu de Corbera (Barcelona, ? - València, 1445) fou un almirall i general de l'Armada Reial del senyor rei d'Aragó
Acompanyà Martí l'Humà en la recuperació de l'illa de Sardenya el 1409 i com a pagament pels seus serveis fou nomenat mestre de l'orde de Montesa en 1410. Fou enviat a Sicília com a ambaixador de la Corona i el 1420 acompanyà Alfons el Magnànim, al davant d'una esquadra de galeres, en la seua marxa vers Sardenya, Sicília i Còrsega. El 1421 va capitanejar una esquadra de galeres que va derrotar els genovesos a la batalla de la Foç Pisana. El 1423 va intervenir també en el saqueig de Marsella i, de fet, les cadenes que tancaven aquest port encara es conserven a la capella del Sant Calze de la Seu de València. Fou nomenat Virrei i capità de València el 1429.